# Weissenbach bei Mödling
Weissenbach ist ein Dorf ca. 15 km südlich von Wien im Landschaftsschutzgebiet Föhrenberge im Wienerwald und Ortschaft und als Weißenbach bei Mödling eine der drei Katastralgemeinden und Zählsprengel der Marktgemeinde Hinterbrühl. Erreichbar ist Weißenbach über die Wiener Außenringautobahn A 21, Abfahrt Hinterbrühl oder mit einem öffentlichen Autobus von Bahnhof Mödling.

## Geographie
Flächenmäßig ist Weißenbach mit 516,32 ha die kleinste der drei Katastralgemeinden der Marktgemeinde Hinterbrühl (Hinterbrühl: 543,37 ha; Sparbach: 634,08 ha, Stand 31. Dezember 2023). Der größte Teil ist allerdings bewaldet. An den beiden Landesstraßen L 2095 und L 2096 sind ca. 120 Häuser in Weissenbach und in der zugehörigen Rotte Wassergspreng mit ungefähr 350 Einwohnern. Es grenzt an die Katastralgemeinden Hinterbrühl und Sparbach, sowie an die Gemeinden Gießhübl, Kaltenleutgeben und Gaaden an.
Die Außengrenzen der Katastralgemeinde liegen jedoch viel weiter weg. Einige Eckpunkte seien zur besseren Vorstellung genannt:
- In Richtung Gaaden befindet sich das letzte Haus (Villa) unmittelbar vor der ehemaligen Lackfabrik auf Weissenbacher Gebiet. Die Grenze verläuft entlang der Mödlinger Straße B 11 Richtung Hinterbrühl bis zur Einfahrt nach links Richtung altem Steinbruch. Diese Häuser nach dem ehemaligen Besitzer des Steinbruches, „Haberlsiedlung“ genannt, gehören auch zu Weißenbach, obwohl diese eine Gaadnerstraßen-Adresse fortlaufend von der Hinterbrühl haben. Die Grenze verläuft dann schräg über den Schweinzerberg Richtung Hinterbrühl quer durch das Gelände der ehemaligen Sauerstiftung.
- Die Grenze in einer ganz anderen Richtung im Norden. Auf der Gießhübler Kuhheide steht ganz oben die Nemecekhütte. Diese Hütte selbst ist auch auf Weissenbacher Gebiet. Das Siedlungsgebiet liegt auf einer Seehöhe zwischen etwa 280 und 380 m. Die höchste Erhebung wird „Hoher Ge“ (siehe Anmerkung) genannt und befindet sich am Mitterberg mit 530 m ü. A. direkt an der Gemeindegrenze zu Kaltenleutgeben.

Durch einen Gebietsabtausch zwischen Perchtoldsdorf und Kaltenleutgeben in der Größenordnung von 58 ha entstand im Jahr 2012 eine neue Nachbarschaft. So grenzt nun auch Perchtoldsdorf auf einer Länge von etwa 300 Metern an Weissenbach an, während Gießhübl die gemeinsame Grenze mit Kaltenleutgeben verlor.
Entwässert wird der Ort durch den gleichnamigen Weißenbach, der aus dem Wassergspreng kommt und in der Hinterbrühl in den Mödlingbach fließt. Ein Einzugsgebiet hat der Weissenbach von über 8 km². Obwohl er im Sommer ganz wenig Wasser führt, kann er in Regenperioden sehr stark anschwellen. Der Bach, der auf Grund seines Bachbettes nicht oft über seine Ufer tritt, hat vor der Einmündung Werte von Abflussmengen bei HQ30 von 13 m³/s und HQ100 von 19 m³/s.

## Geschichte

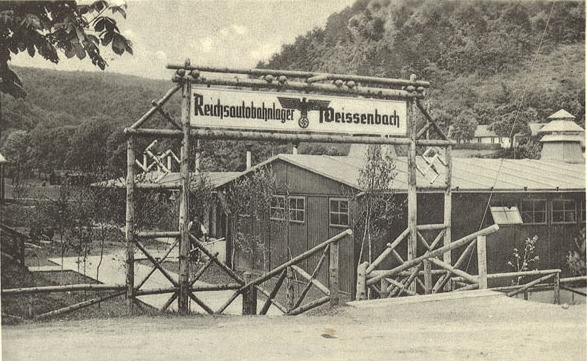
Lager bei der Autobahnbaustelle in Weissenbach bei Mödling

Während der Schreckensherrschaft der Nazi wurden in Weissenbach zwischen Autobahn und Weißenbacherstraße Bauarbeiter und später französische Kriegsgefangene und polnische Zwangsarbeiter in einem eigens eingerichteten Lager zum Bau der Wiener Außenring Autobahn untergebracht.

## Bevölkerung und Wirtschaft
Ursprünglich waren die Weißenbacher durchwegs Bauern und Waldarbeiter. Mitte des 19. Jahrhunderts siedelten sich entlang der Bäche zahlreiche Mühlen an, um die Wasserkraft zu verwenden. So siedelte sich 1860 die Firma Kühtreiber mit einer Börtelfabrik an, um die Bandflechterei mit dem Wasser des Weißenbachs anzutreiben. Obwohl die Wasserkraft bald nicht mehr ausreichte, wurde die spätere Firma Gruber bis nach dem Zweiten Weltkrieg ein bedeutender Arbeitgeber Weißenbachs.
Heute gibt es kaum Betriebe in Weißenbach, daher muss die Bevölkerung zur Arbeit auspendeln und Weissenbach wurde zu einer reinen Wohngemeinde. Ähnlich wie Hinterbrühl, wo diese Entwicklung schon Ende des 19. Jahrhunderts stattfand, haben sich in den letzten Jahrzehnten durch die Großstadtnähe zu Wien und der guten Verkehrserschließung durch die Autobahn auch hier viele Wiener niedergelassen.

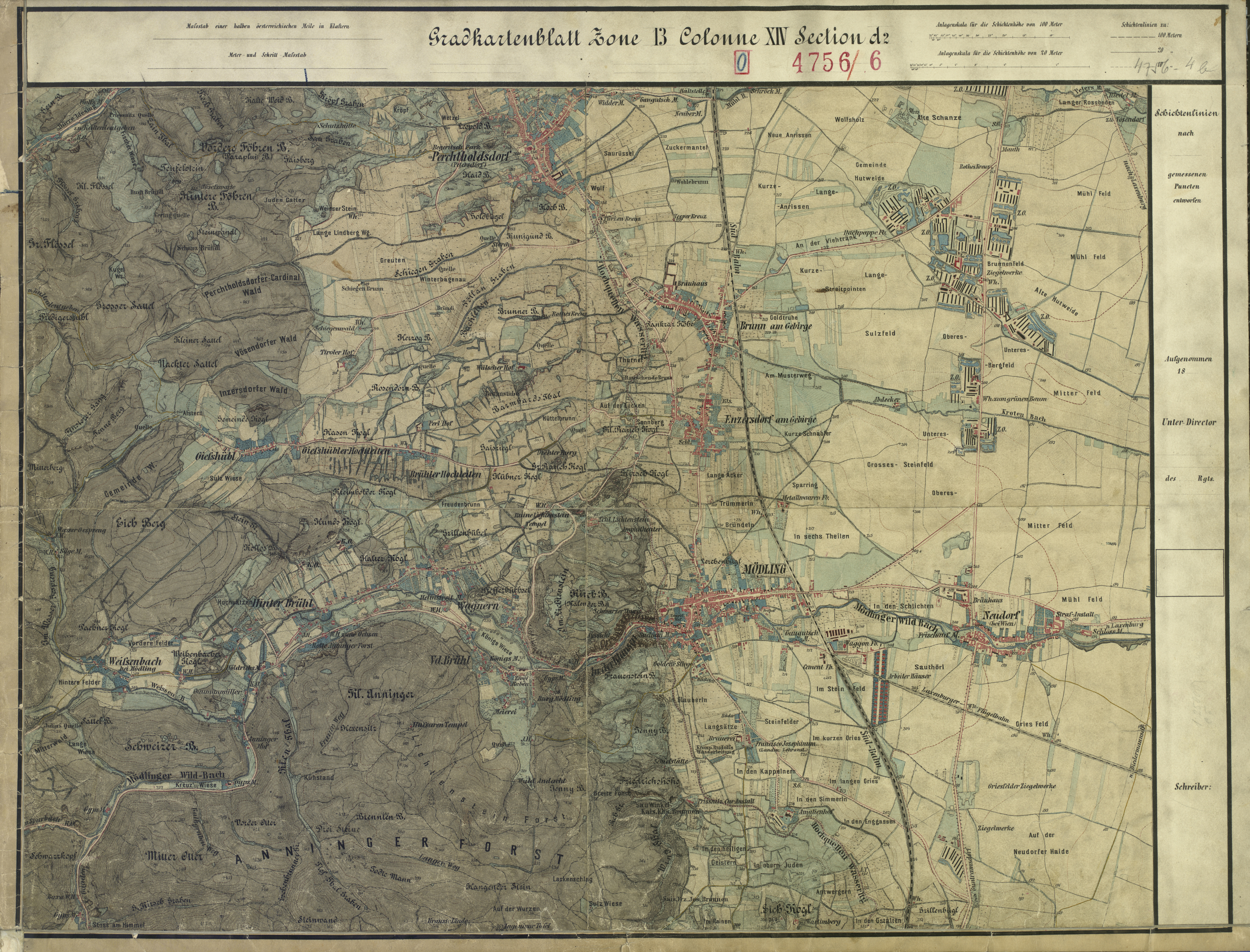
Weiſsenbach (damals mit langem und kurzem s geschrieben) und seine Umgebung um 1872 (Aufnahmeblatt der Landesaufnahme)

„Des einen Freud, des anderen Leid“, sagt ein altes Sprichwort. Das trifft hier auf die Wiener Außenring Autobahn zu. Ein früher sehr ruhiges Dorf wird heute durch den ständig wachsenden Verkehrsstrom auf der A 21 immer mehr beeinträchtigt. Sei es der Tag und Nacht beherrschende Lärm und Abgase oder das durch den Talübergang Wassergspreng geprägte Ortsbild. Die Autobahn wurde bereits in den Kriegsjahren begonnen (Einige Grundstücke wurden bereits damals abgelöst). In den späten Siebzigerjahren wurde weitergebaut. Im Herbst 1980 wurde dieses Teilstück dem Verkehr übergeben. Doch der Verkehr hat sich nach der Ostöffnung dramatisch verstärkt.

## Verwaltung
Weißenbach war bis 1938 eine eigenständige Gemeinde. Wie die anderen Gemeinden des heutigen Bezirkes Mödling gehörte sie bis 1896 zum Bezirk Baden. 1938 wurde es dann in der NS-Zeit ein Teil des 24. Bezirkes an die Gemeinde Wien angeschlossen. Erst 1954 wurde aus dem 24. Wiener Gemeindebezirk wieder der niederösterreichische Bezirk Mödling. Somit wurde auch Weissenbach wieder eine selbständige Gemeinde. Gleichzeitig kam auch die Rotte Wassergspreng, die früher zu Kaltenleutgeben gehörte, auch zu Weissenbach.
Mit 1. Jänner 1972 wurden im Zuge der Niederösterreichischen Kommunalstrukturverbesserung die bis dahin selbständigen Gemeinden Sparbach und Weißenbach bei Mödling nach Hinterbrühl eingemeindet.

## Infrastruktur
Der Strom wurde 1927 in Weißenbach eingeleitet, während Wassergspreng bis 1956 warten musste. Bis heute ist die Wien-Strom Hauptversorger. Die Wasserleitung wurde in den Jahren 1967–1969 verlegt und von eigenen Quellen versorgt. Gasleitungen wurden erst in den 1970er Jahren von der Wien-Gas verlegt. Das Netz wurde aber in den 1990er Jahren von der EVN übernommen. Der Kanal wurde als letztes in den Jahren 1993–1995 verlegt. Die Wasserversorgung wurde mit Beginn des Jahres 2011 vom Wasserleitungsverband der Triestingtal- und Südbahngemeinden der schon die letzten Jahre die Wartung der Anlage durchführte, von der Gemeinde in das Eigentum übernommen.

## Hoher Ge
Wie der Berg „Hoher Ge“ zu seinem Namen kam, gibt das Gipfelbuch an:

„Diese eigenartige Bezeichnung ergibt sich aus den Anfangsbuchstaben der Vornamen von sieben Bergfreunden aus dem Raum Mödling, die sich in den achtziger Jahren hier einen Privatgipfel – mit frisch angelegten und markierten Steigen, Kreuz und hübschen Ausblick erschlossen haben: Helmut, Oskar, Heinz, Erich, Rudi sowie Gert und Edi – HOHER GE“